# Violent Soho
Violent Soho ist eine australische Alternative-Rock-Band aus Brisbane.

## Bandgeschichte
Gegründet wurde Violent Soho 2004 als Schülerband in der Ostküstenmetropole Brisbane. Zuerst traten sie nur in ihrer Heimatstadt auf, aber nachdem sie 2006 ihre erste EP mit dem Titel Pigs & TV veröffentlicht hatten, stieg ihre Bekanntheit und sie gingen für ihre Auftritte auch in andere Städte wie Sydney und Melbourne. 2008 nahmen sie am St. Jerome’s Laneway Festival mit Veranstaltungen in mehreren Großstädten teil. Im selben Jahr war auch ihr Debütalbum We Don’t Belong Here erschienen. Thurston Moore von der US-amerikanischen Band Sonic Youth stieß auf dieses Album und verschaffte Violent Soho einen Plattenvertrag in den USA. Eine überarbeitete Version ihres Debütalbums wurde mit dem Bandnamen als Titel veröffentlicht und mit dem Song Jesus Stole My Girlfriend hatten sie 2010 einen Achtungserfolg in den US-Rockcharts. In den Vereinigten Staaten konnten sie allerdings trotz weiterer Veröffentlichungen nicht daran anknüpfen.
Dafür brachte ihnen ihr nächstes Album Hungry Ghost 2013 den Durchbruch in ihrer Heimat. Es stieg direkt auf Platz 6 in den australischen Charts ein und nach ausgiebigen Touren und Auftritten, unter anderem beim Big Day Out, kehrte das Album 2014 in die Charts zurück und wurde schließlich mit Gold ausgezeichnet. Das Lied Covered in Chrome wurde 2016 ebenfalls mit Gold ausgezeichnet.
Bis zum nächsten Album Waco vergingen zweieinhalb Jahre. Damit gelang der Band im April 2016 der direkte Sprung auf Platz 1 der australischen Charts. Bei den ARIA Awards wurden sie im selben Jahr für das beste Rockalbum und als beste Band des Jahres ausgezeichnet.

## Diskografie
Alben
- 2008: We Don’t Belong Here
- 2010: Violent Soho
- 2013: Hungry Ghost
- 2016: Waco
- 2020: Everything Is A-OK

Lieder
- 2010: Jesus Stole My Girlfriend
- 2010: Muscle Junkie
- 2012: Tinderbox
- 2012: Neighbour Neighbour
- 2013: In the Aisle
- 2013: Covered in Chrome (AU: Platin)
- 2014: Saramona Said (AU: Gold)
- 2014: Fur Eyes
- 2015: Like Soda (AU: Gold)
- 2016: Viceroy (AU: Gold)
- 2016: So Sentimental
- 2016: Blanket
- 2016: No Shade